# 趙倫
趙倫（Lun Zhao，2001年8月29日—），是中國的棒球運動員之一，棒球生涯起步於MLB中國南京發展中心，曾代表中國隊在2016年出征世界青少棒大賽，2018年和密爾瓦基釀酒人隊隊簽下小聯盟合約。2019年，因傷接受尺骨附屬韌帶重建術。

## 棒球生涯
趙倫在小學就接觸過棒球，國中時進入北京大成中學才正式學習棒球。隨後在2016年8月獲得由MLB中國棒球發展中心提供的，15萬人民幣的全額獎學金。

## 球員分析
趙倫最快球速可達153公里，依據球探報告，最拿手的球種為曲球，棒球網站FanGraphs將其排在釀酒人潛力新秀榜第29位，同時也是中國史上首位進入大聯盟農場潛力前30名球員。

## 經歷
- MLB棒球發展中心（南京 DC）
- Cal Ripken Collegiate LeagueAlexandria Aces隊
- 美國職棒密爾瓦基釀酒人隊（2018年6月14日～2022年）

## 外部連結
- 趙倫在台灣棒球維基館上的頁面（繁體中文）